# Національний інститут музеїв Польщі
Національний інститут музеїв (пол. Narodowy Instytut Muzeów, NIM) — державна культурна установа Польщі, підпорядкована Міністерству культури та національної спадщини. Із 2011 до 2023 року діяв під назвою Національний інститут охорони музеїв та колекцій (пол. Narodowy Instytut Muzealnictwa i Ochrony Zbiorów, NIMOZ).

## Історія
Інститут було створено у березні 2011 року на основі Центру охорони публічних колекцій (пол. Ośrodek Ochrony Zbiorów Publicznych, OOZP), що існував з 1988 року. OOZP було засновано з ініціативи Яцека Рулевича — тодішнього директора Уяздовського замку.
Первісна назва — Центр охорони музейних предметів — вказувала на його мету: запобігання крадіжкам, пожежам та втратам у музеях. У ці роки було започатковано перший каталог викрадених культурних цінностей у Польщі. У 1991 році установу перейменовано на Центр охорони публічних колекцій і розширено функціонал на бібліотеки, архіви та нерухомі пам’ятки.
У 2011 році NIMOZ було офіційно створено згідно з наказом Міністра культури. Першим директором став доктор габ. Пьотр Маєвський. З 2 вересня 2023 року інститут працює під сучасною назвою — Національний інститут музеїв (NIM).

## Керівництво
- Директор — д-р Пауліна Флорянович.
- Голова Програмної ради — проф. Джек Ломан.

## Діяльність
Національний інститут музеїв виконує функції з розробки стандартів та впровадження належної практики в музейній сфері. Основні напрямки роботи:
- розробка та просування стандартів у музейній справі;
- підтримка професійного розвитку музейного персоналу;
- ініціювання та розвиток міжмузейної співпраці;
- підвищення рівня безпеки колекцій у польських музеях;
- організація навчальних курсів для музейників;
- фінансова підтримка через програми та гранти;
- видавнича діяльність;
- організація Конкурсу на музейну подію року «Сибілла».

Інститут співпрацює з:
- польськими організаціями, такими як Асоціація польських музейних працівників, ICOM Польща;
- міжнародними партнерами — зокрема, Європейська музейна організаційна мережа (NEMO).

## Проєкт PANOPTIKUM
У 2022 році NIM ініціював створення інвестиційного проєкту PANOPTIKUM — центру компетенцій для музеїв. Його будівництво ведеться у селищі Лешноволя поблизу Варшави.
PANOPTIKUM забезпечуватиме:
- підтримку професійного зростання музейників;
- підвищення безпеки та збереження колекцій;
- документування музейних об’єктів;
- реалізацію освітніх програм для фахівців і широкої аудиторії.